# 캘리포니아 주민발의 13 (1978년)
캘리포니아 주민발의 13은 1978년 발의된 재산세에 대한 캘리포니아 주의 법률이다. 2009년 캘리포니아주 정부 재정난에 원인을 제공한 것으로 지목되고 있다.

## 배경
1975년 베트남 전쟁의 종전 이후 미국의 주택가격은 치솟기 시작했다 .
물가상승율을 보정한 로버트 J. 쉴러 지수에 따르면 1976년 최저가를 기록한 주택지수는 1979년 14% 정도증가하게 된다. 이는 1974년 이후 물가상승률이 지속적으로 6% 이상을 기록하고 10%가 넘는 기간도 상당한 상황 덕분에, 명목 부동산의 상승률이 매우 높아 부동산 가격의 3%에 달하는 재산세를 내야하는 납세자들에게 상당한 부담으로 작용하였다. 이는 경기침체로 세금을 내기 어려워진 납세자들의 조세저항을 일으켰고 '캘리포니아 주민발의 13'로 표출되게 된다.

## 내용
1조 1항으로 재산세에 대한 상한을 설정했는데 다음과 같다. 
| “ | 1조 1항 부동산 자산에 붙는 어떤 세금도 현금으로 환산한 총 금액의 1%를 넘지 못한다. | ” |

또한 소득세율과 재산세율을 올리기 위해서는 주민 2/3의 동의가 필요하다와 세금 기준년도를 부동산 가격이 가장 낮았던 때인 1976년으로 한다는 조항이 들어 있다.

## 사회적 파장
재산세에 대한 상한선과 기준년도를 조정한 결과, 재산세의 57% 가량이 줄어들었고 서부 개척 시대에 금광이 발견되고 그 이후 석유와 풍부한 식량자원을 보유한 부유했던 캘리포니아 주의 재정은 만성적인 재정 적자에 처하게 된다. 2009년 캘리포니아 주지사 아놀드 슈왈츠제네거는 파산을 선언하고 재정지출을 줄이기 위한 주 공무원의 임금 삭감과 범죄자의 이른 출소 등을 행하고 있다.

## 비판
'캘리포니아 주민발의 13'은 '납세자 반란'으로 알려져 있다. 급격한 물가상승율과 재산세 증가 속에서 재산세 납부의 보류와 적절한 재산세 재조정과 같은 방안 대신 소비세와 재산세에 상한선과 주민 2/3의 동의란 제한 조건을 둔 것은 '집단 이기주의'로 비판받을 소지가 있다.